# Associazione Nuotatori Brescia
El Associazione Nuotatori Brescia es un club italiano de waterpolo con sede en la ciudad de Brescia, en la región de Lombardía.

## Historia
El club fue creado a inicio de los años 70 y originariamente se llamó Sport club Brescia. En 1973 pasa a llamarse Associazione Nuotatori Brescia y en 1995 obtiene el nombre de Leonessa Nuoto Pallanuoto. Finalmente en 2011 retoma el antiguo nombre de Associazione Nuotatori Brescia.
En sus filas han jugado waterpolistas como Iván Pérez, Guillermo Molina, Roberto Calcaterra,...

## Palmarés
- 1 vez campeón del campeonato de Italia de waterpolo masculino (2003).
- 1 vez campeón de la copa de Italia de waterpolo masculino (2012)
- 4 veces campeón de la copa LEN de waterpolo masculino (2002, 2003, 2006 y 2016).[3]